# Antonio Maria Cagiano de Azevedo

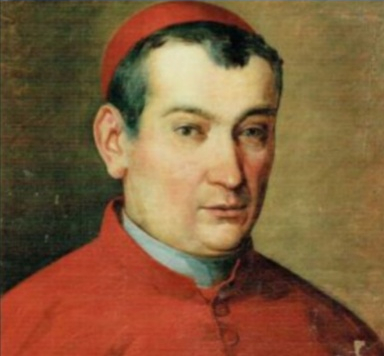
Kardinal Cagiano de Azevedo

Antonio Maria Cagiano de Azevedo (* 14. Dezember 1797 in Santopadre; † 13. Januar 1867 in Rom) war ein italienischer Geistlicher und Kardinal der Römischen Kirche.

## Leben
Er wurde geboren als der ältere der beiden Söhne des Ottavio Cagiano de Azevedo und der Mariangela Zagaroli. Nach dem Studium an der Päpstlichen Akademie für kirchliche Adlige, das er 1817 begann, promovierte er am 22. Juli 1819 zum Doctor iuris utriusque. Die Priesterweihe empfing er am 10. August 1824 und war danach in verschiedenen Positionen an der römischen Kurie tätig. Papst Pius VIII. ernannte ihn zum Hausprälat Seiner Heiligkeit. Er wurde Ende 1831 Gouverneur der Stadt Spoleto und 1833 Präsident der Provinz Perugia. Von 1836 bis August 1837 war er Vize-Legat in Ferrara. Als 1837 in Rom die asiatische Grippe ausbrach, wurde er dorthin gerufen, um der Seuche Einhalt zu gebieten. Seine Maßnahmen erwiesen sich als so erfolgreich, dass er daraufhin eine hohe Position in der Gesundheitsverwaltung des Kirchenstaates erhielt. Zudem wurde er Rektor der Universität La Sapienza.
Am 22. Januar 1844 wurde er zum Bischof von Senigallia berufen. Die Bischofsweihe spendete ihm am 11. Februar desselben Jahres im Petersdom Papst Gregor XVI.; Mitkonsekratoren waren Kardinalvikar Costantino Patrizi Naro und Kardinal Gabriele Ferretti, Präfekt der Kongregation für Ablässe und die heiligen Reliquien.
Im Konsistorium vom 22. Januar 1844 kreierte Papst Gregor XVI. ihn zum Kardinalpriester. Den Kardinalshut und die Titelkirche Santa Croce in Gerusalemme verlieh der papst ihm am 25. Januar desselben Jahres. Antonio Maria Cagiano de Azevedo nahm am Konklave 1846 teil, bei dem Papst Pius IX. gewählt wurde. Auf seinen Bischofssitz resignierte er am 18. Juli 1848. Im Sommer 1853 wurde er Präfekt der Konzilskongregation, was er bis zum 26. September 1860 blieb. Am 23. Juni 1854 wurde er zum Kardinalbischof von Frascati erhoben. Vom 23. März 1855 bis zum Jahr 1856 war er Kämmerer des Heiligen Kardinalskollegiums. Ab dem
28. September 1860 war er Kardinalgroßpönitentiar, dieses Amt hatte er bis zu seinem Tod inne.
Antonio Maria Cagiano de Azevedo starb am 13. Januar 1867 in Rom und wurde in seiner römischen Titelkirche Santa Croce in Gerusalemme beigesetzt.
Sein Neffe Ottavio Cagiano de Azevedo wurde 1905 ebenfalls Kardinal.